# Santa Lucia ai Monti
Santa Lucia ai Monti è una frazione di Valeggio sul Mincio di 166 abitanti (il 3,61% dei quali sono di origine straniera) in provincia di Verona, Veneto